# Ixcateopan (Alpoyeca)
Ixcateopan es una localidad del estado mexicano de Guerrero. Es parte del municipio de Alpoyeca.

## Toponimia
El nombre «Ixcateopan» proviene de los términos en náhuatl: ichcatl, algodón; teopan, templo. Su significado es «templo de los algodones».

## Demografía
| Gráfica de evolución demográfica |
|                                  |

| Censo | Población |
| ----- | --------- |
| 1921  | 399       |
| 1930  | 446       |
| 1940  | 465       |
| 1950  | 552       |
| 1960  | 758       |
| 1970  | 975       |
| 1980  | 1 188     |
| 1990  | 1 305     |
| 2000  | 1 466     |
| 2010  | 1 424     |
| 2020  | 1 569     |